# Aleksander Kul
Aleksander Kul (ur. 25 kwietnia 1975 w Wierchniedźwińsku) – białoruski koszykarz, występujący na pozycji środkowego.

## Osiągnięcia
NCAA
- 2-krotny uczestnik turnieju NCAA (1996, 1998)[1]
- Wicemistrz turnieju konferencji Atlantic 10 (1998)[2]
- Debiutant roku konferencji Atlantic 10 (1995)[3]
- Zaliczony do składów:
  - All-Atlantic 10 Rookie Team (1995)
  - Academic All-America Third Team (1997, 1998)[4][5]
  - All-Atlantic 10 Second Team (1996)[4]

Drużynowe
- Wicemistrz FIBA EuroCup Challenge (2007)
- Brązowy medalista mistrzostw Polski (2003)
- Uczestnik rozgrywek:
  - Euroligi (2002/03)
  - Eurocup (2005/06)
  - Pucharu Saporty (1998/99, 2001/02)
  - EuroChallenge (2009–2011)
  - Pucharu Koracia (2000/01)
  - VTB (2010/11)

Indywidualne
- Uczestnik meczu gwiazd PLK (2003)[6]

Reprezentacja
- Mistrz Europy U–22 (1994)
- Brązowy medalista mistrzostw Europy U–18 (1992)
- Uczestnik:
  - mistrzostw Europy:
    - dywizji B (2005, 2007)
    - U–16 (1991 – 5. miejsce)
    - U–22 (1994, 1996 – 10. miejsce)

  - kwalifikacji do mistrzostw Europy (1997, 1999, 2001, 2003)